# Guldhornene (dikt)

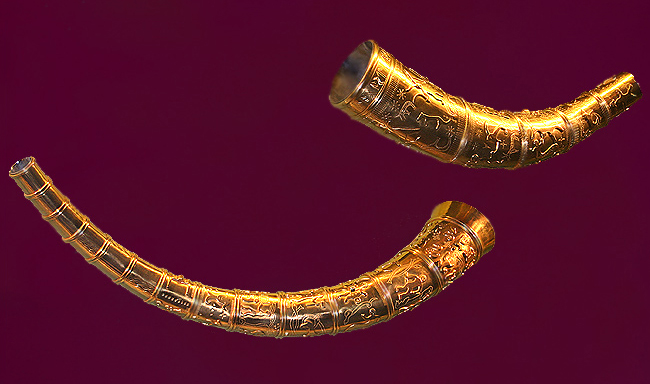
Rekonstruktioner av hornen

Guldhornene är en dikt från 1802 av den danske författaren Adam Oehlenschläger. Den beskriver den danska nationalklenoden Gallehushornen, två gyllene horn från 400-talet. Dikten skrevs kort efter att hornen hade stulits från Det kongelige Kunstkammer och smälts ned. Hornens försvinnande framställs som gudarnas sätt att bestraffa samtidsmänniskorna som har förlorat känslan för det högre.
Dikten blev Oehlenschlägers genombrott och markerar romantikens definitiva inträde i den danska litteraturen. Oehlenschlägers sätt att uttrycka sig i dikten, med fokus på sinnliga detaljer och associationer, blev även det mycket inflytelserikt.